# Kia Spectra
Der Kia Spectra ist ein Pkw-Modell, das die südkoreanische Kia Motors von 2000 bis 2009 in ihrem Hwaseong-Werk produzierte. Das Modell erschien in dieser Zeit in zwei Generation, wobei die erste bis 2004 gebaut worden war. Zielmärkte waren neben dem Heimatmarkt Südkorea die der USA und Kanadas. Danach löste man ihn durch den Kia Cerato ab. Für Nordamerika blieb der Modellname in der zweiten Generation beibehalten. Dort wurde er erst 2008 durch den Kia Forte ersetzt.
Von 2000 bis 2004 (oder später) montierte man Einheiten der ersten Generation auch im Werk der pakistanischen Dewan Farooque Motors Limited.

## 1. Generation

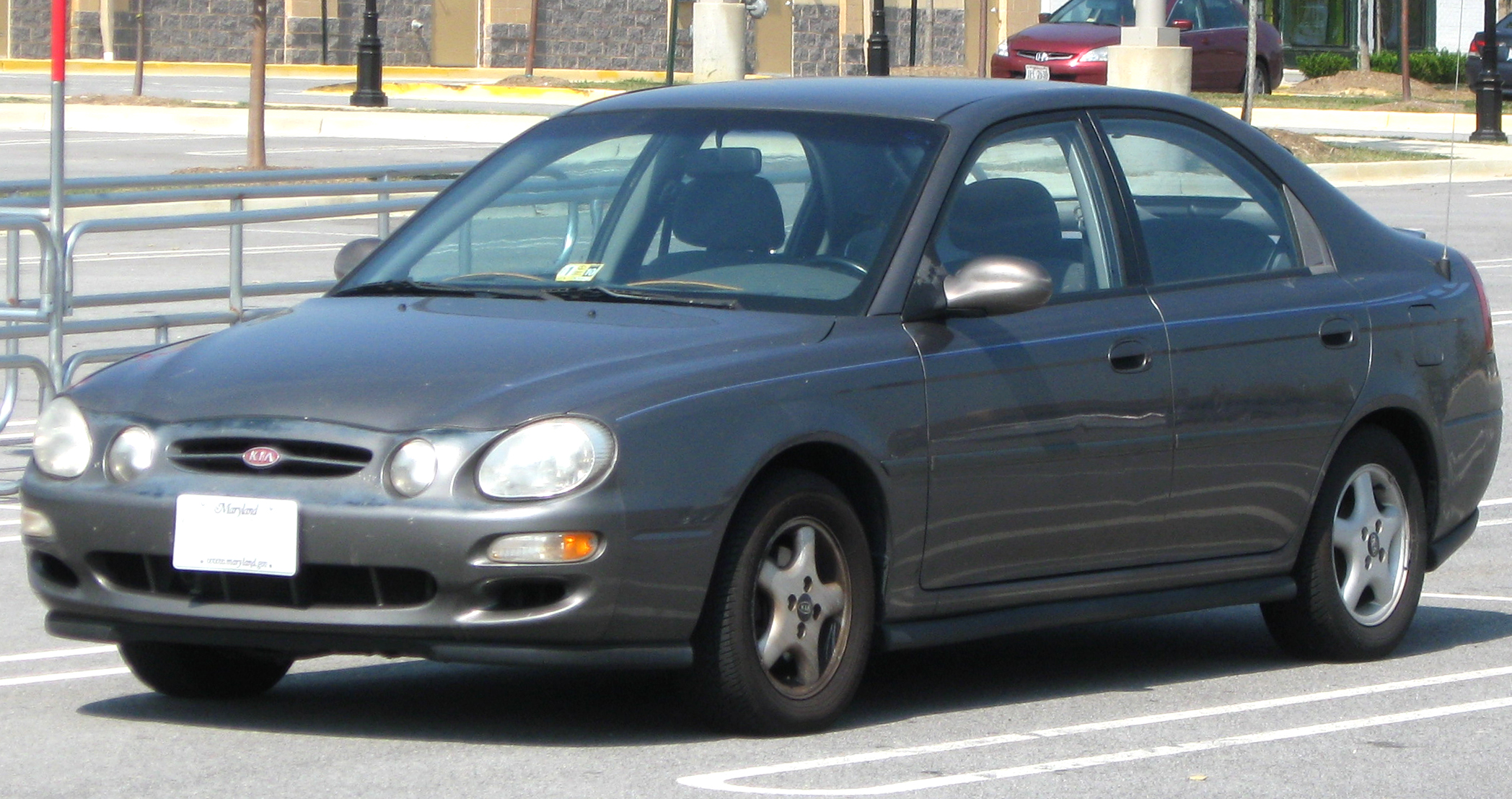
Kia Spectra 05/2000 bis 11/2000 Stufenheck
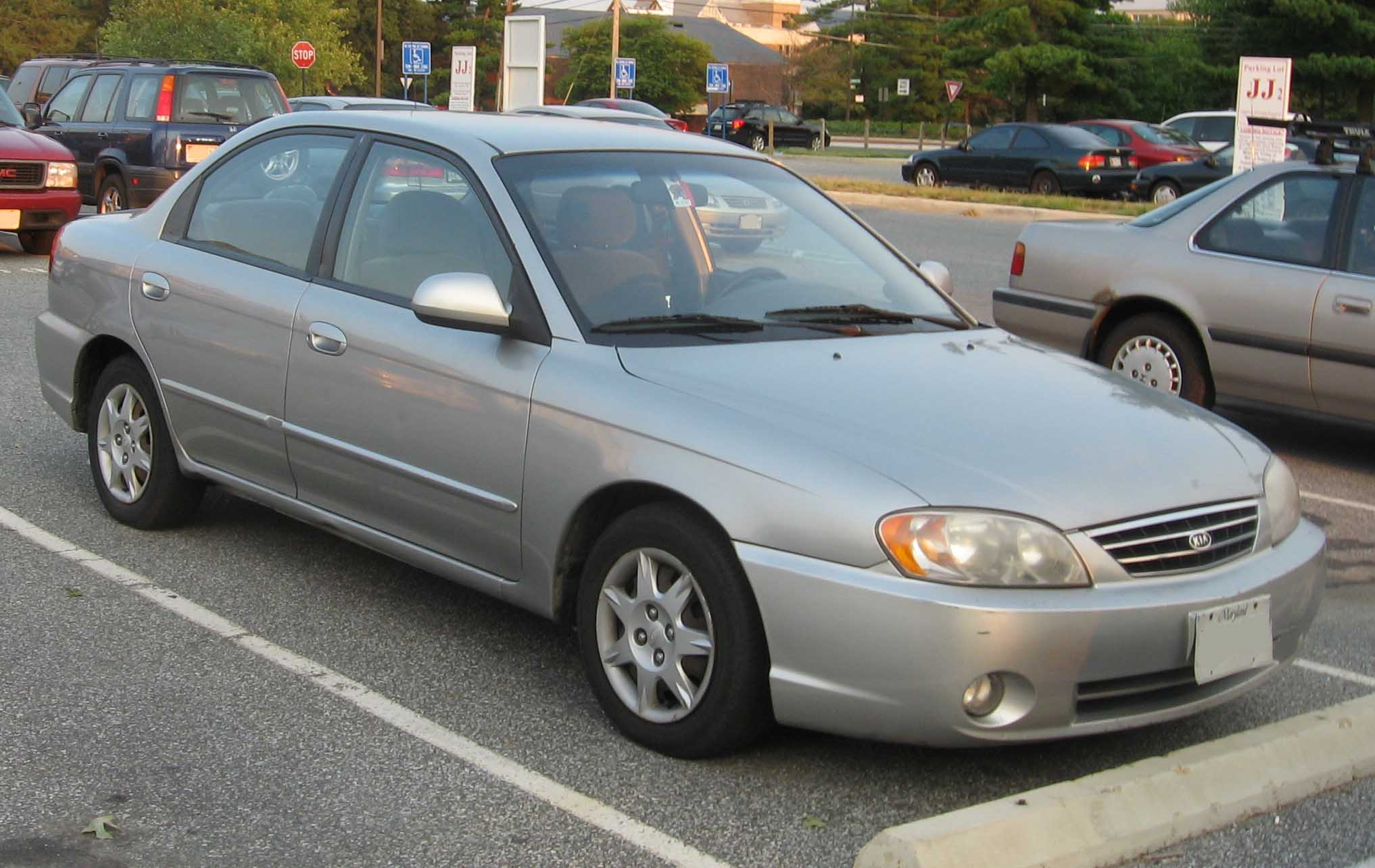
Kia Spectra 11/2000 bis 11/2003 Stufenheck
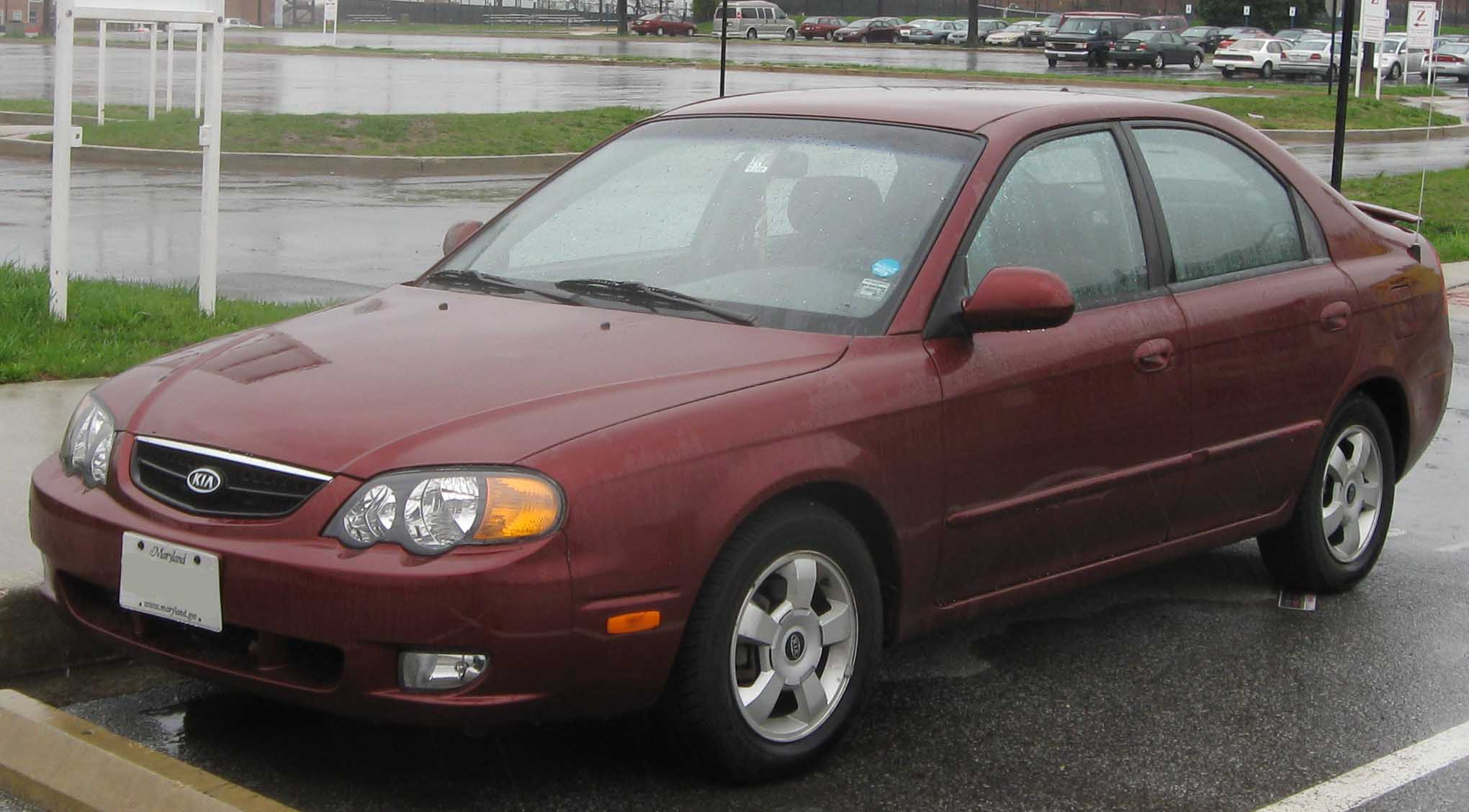
Kia Spectra Wing 11/2000 bis 11/2003 Schrägheck

## 2. Generation

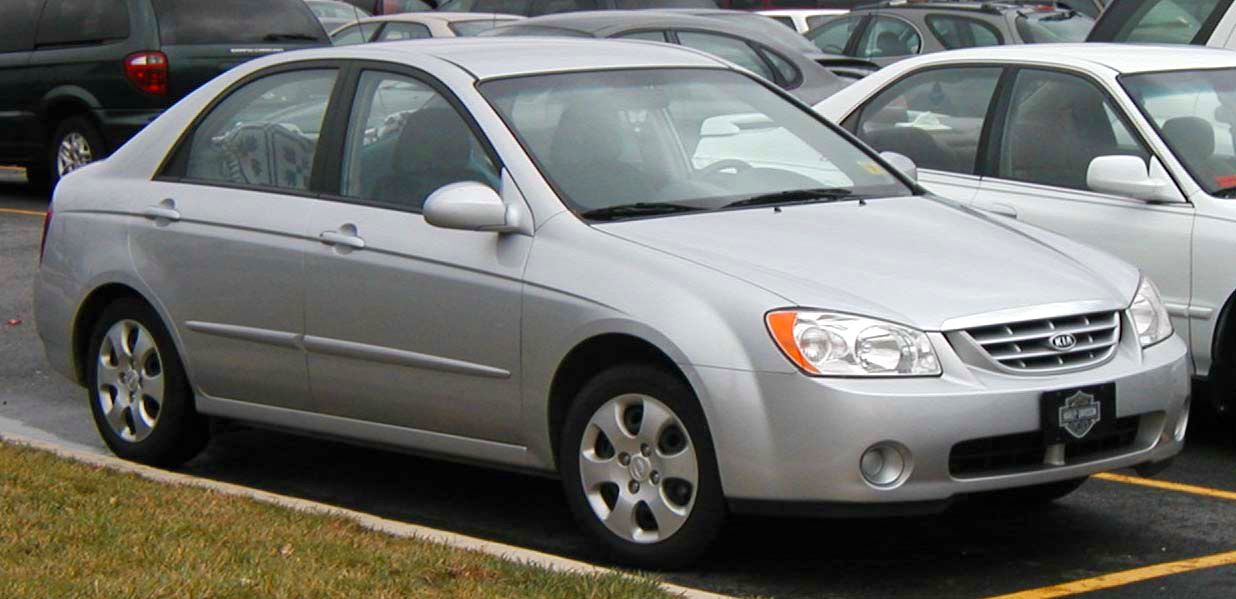
Kia Spectra 11/2003 bis 06/2006 Stufenheck
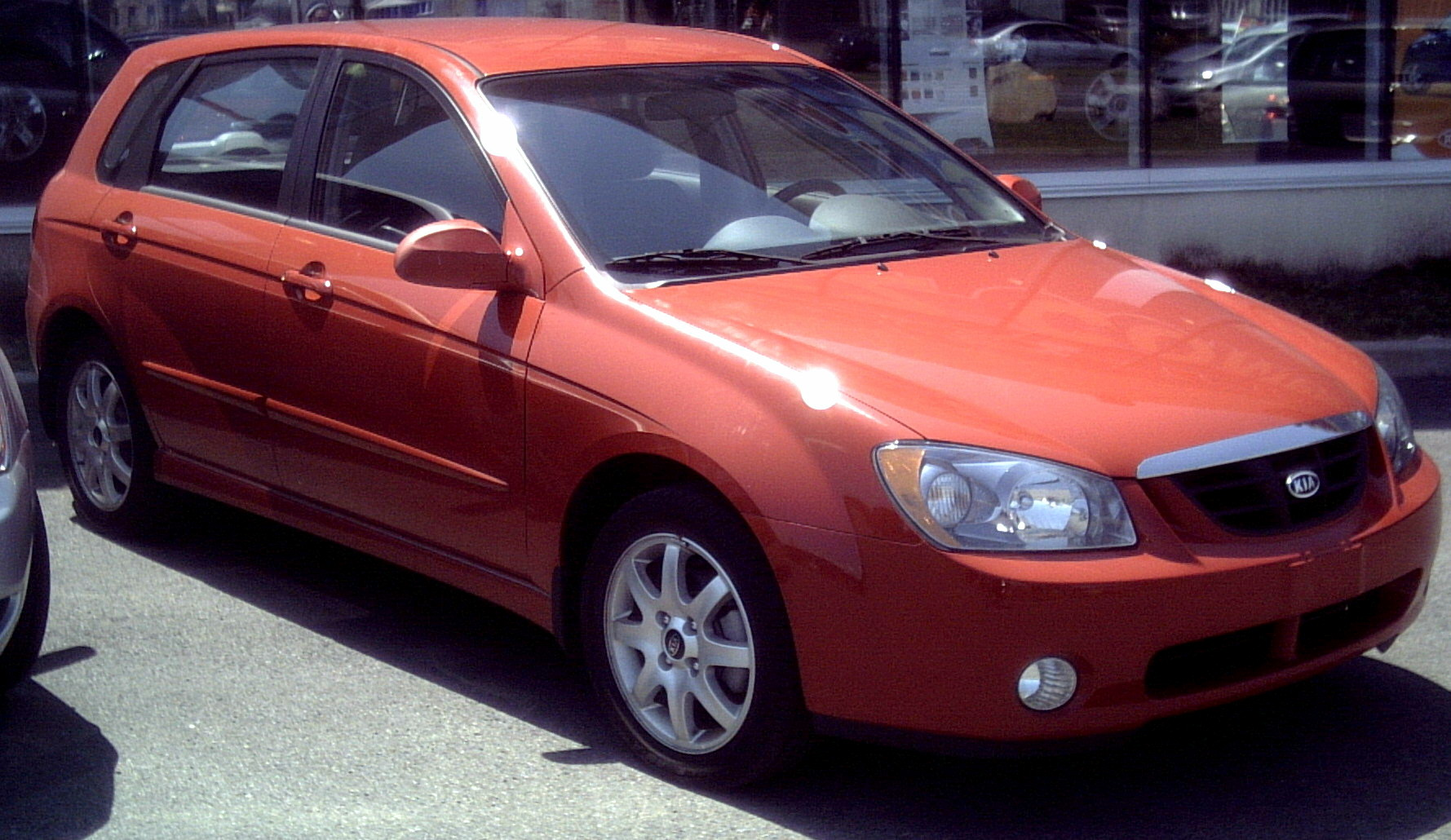
Kia Spectra5 06/2004 bis 11/2006 Steilheck
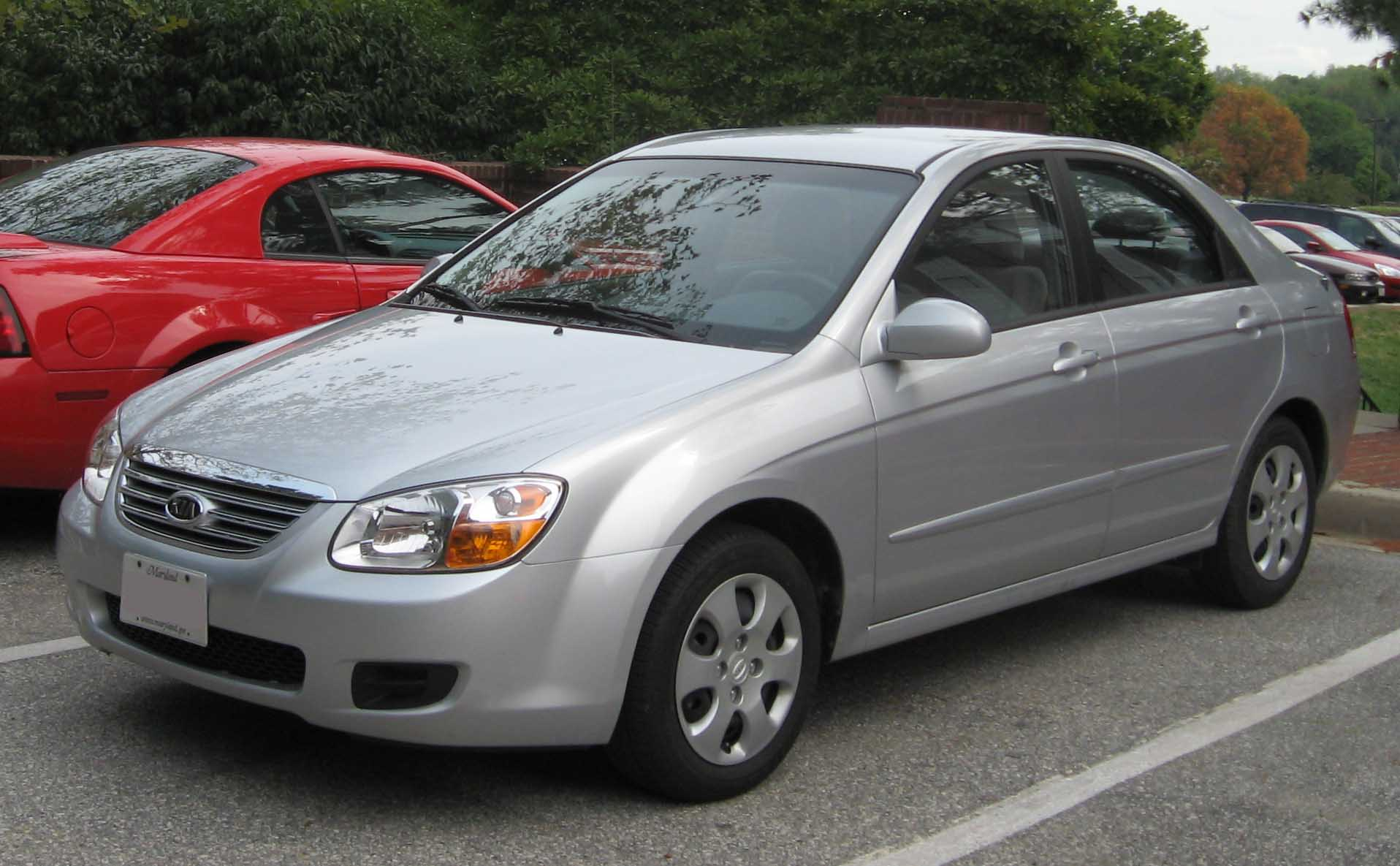
Kia Spectra 06/2006 bis 08/2008 Stufenheck
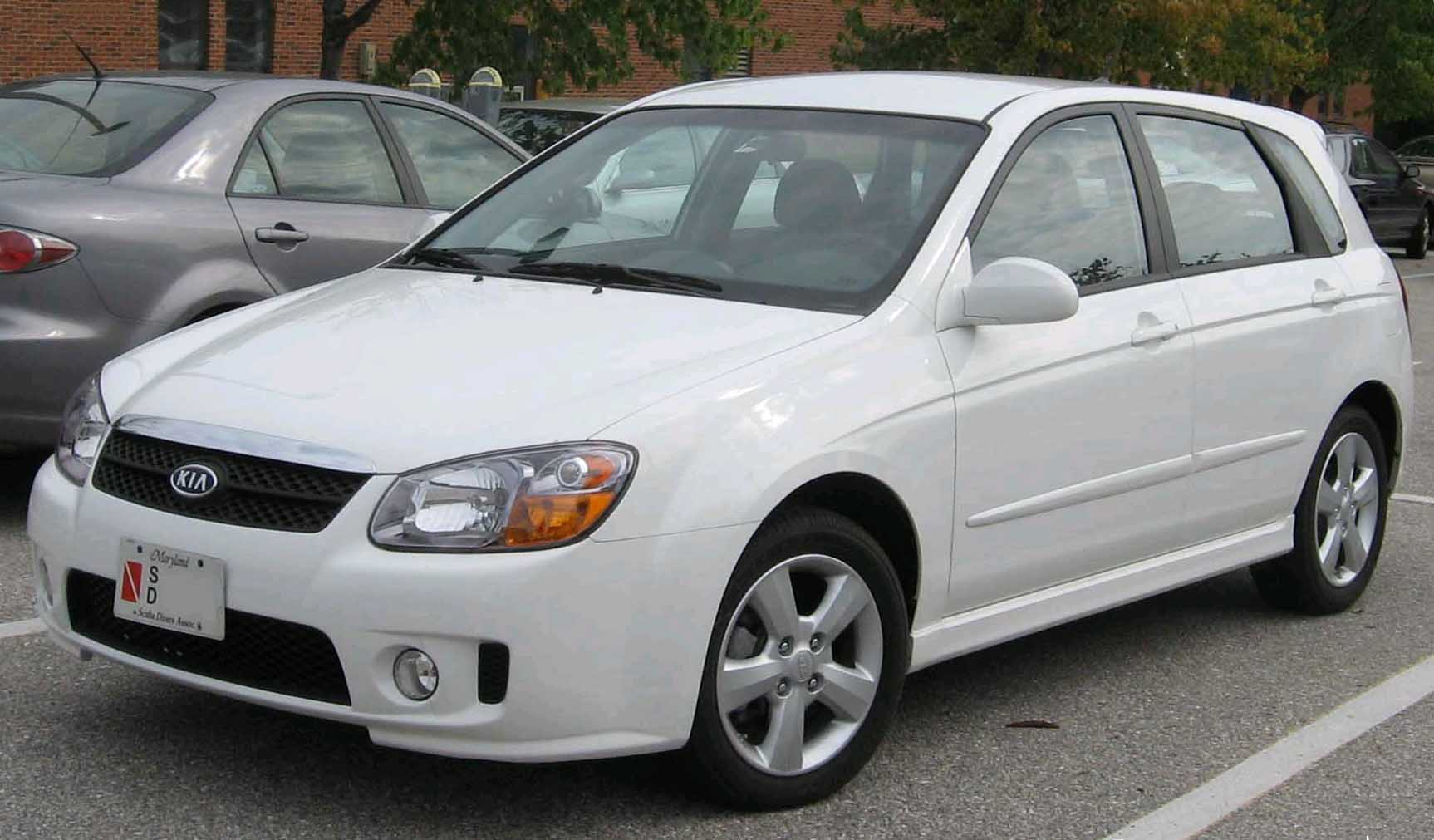
Kia Spectra5 11/2006 bis 08/2008 Steilheck